# Jean-Paul Desprat
Pour les articles homonymes, voir Desprat.
Jean-Paul Desprat est un historien des XVIIe et XVIIIe siècles et écrivain français né à Drancy le 13 juin 1947.

## Biographie
Jean-Paul Desprat est né dans une famille d’hôteliers, d’un père d’origine auvergnate (Vic-sur-Cère, dans le Cantal) et d’une mère aveyronnaise (alentours de Decazeville). Il passe toute sa jeunesse, avec ses trois sœurs à Paris où il suit ses études secondaires au lycée Jacques-Decour. Chaque année, à plusieurs reprises, il se rend en Rouergue où il commence à se passionner pour l’histoire locale ; un attachement pour sa région d’origine qui, au fil du temps, prendra une grande importance.
Entré à la faculté du Panthéon Sorbonne, il obtient une maîtrise en droit conjointement à une licence d’histoire préparée à Paris IV où il est marqué par l’enseignement de Victor-Lucien Tapié et d’Alphonse Dupront. C’est tout naturellement ensuite qu’il soutiendra une thèse d’État, en Histoire du Droit, à Paris II, sous la direction du professeur Robert Villers, dont le sujet est le conseil de Conscience, l’un des organes de gouvernement du système de la polysynodie institué entre 1715 et 1722. Devenu en 1974 cadre de l’industrie des élastomères, après un bref passage à Paris II comme assistant, il termine sa carrière en 2002 chez Saint-Gobain, à la suite du rachat de sa primitive entité.
Marié en 1987 à Arielle Besnard-Bernadac, fonctionnaire des Affaires Etrangères et maître de conférences à Sciences-Po, il a deux enfants, Adèle née en 1988 et Paul né en 1993.

## Travaux
Jean-Paul Desprat, admirateur des grands romanciers du XIXe siècle comme Alexandre Dumas ou Honoré de Balzac, a commencé, dès 1988, par publier des romans historiques. Le premier de ces romans, le Marquis des Eperviers, (Éditions Balland) met en scène les deux passions de l’auteur : des personnages ayant vécu au XVIIe ou au XVIIIe siècle, mais aussi, en arrière-plan, le château de Gironde, propriété familiale dans l’Aveyron, surplombant le Lot au-dessus de Port d’Agrès. Dans Le Marquis des Eperviers le héros, Victor, quitte Gironde, contraint par la misère et la persécution religieuse (son père est protestant). Ce roman sera suivi d’un deuxième tome publié en 1989, « Le Camp des enfants de dieu », puis d’un troisième « Le Secret des Bourbons » tournant autour de l’énigme du Masque de Fer. Ces trois premiers textes seront réunis dans le cycle « La Fougère et les lys » ; ils sont réédités depuis 2013 en Points-poche.
Les romans historiques qui suivront trouveront tout naturellement leur cadre dans ces siècles de prédilection de l’auteur. « Trois gouttes de vinaigre dans les saintes huiles » nous entraine sur les pas du truculent Antoine Guiscard de la Bourlie qui vouait une haine inexpiable à Louis XIV. « Au nom de la Pompadour », écrit avec Pierre Lepère, initiera la passion de Jean Paul Desprat pour la porcelaine et sera l’occasion d’explorer l’action de madame de Pompadour dans les arts et tout particulièrement dans le lancement de la manufacture de Sèvres. L’histoire de la porcelaine sera reprise dans une remarquable trilogie : « Bleu de Sèvres », « Jaune de Naples » et « Rouge de Paris », publiée entre 2006 et 2013, mettant en scène le véritable espionnage industriel auquel se sont livrés les introducteurs de la porcelaine dure à Sèvres, évoquant ensuite, dans « Jaune » la renaissance de la manufacture de Capodimonte à Naples, enfin, dans « Rouge » les difficultés rencontrées par Sèvres pendant la Révolution française.
Son goût des personnages historiques et son talent de conteur font de Jean-Paul Desprat un écrivain tout désigné pour la biographie. « Les Bâtards d’Henri IV » est la première du genre, saga des enfants d’Henri IV et de Gabrielle d’Estrée, les premiers des bâtards légitimés dont la descendance formera la lignée de Vendôme du Grand siècle, entre 1594 et 1722. Pour Découvertes Gallimard, il écrira avec Jacques Thibau, « Henri IV, le Règne de la tolérance » en 2001, puis, seul en 2011, « Henri IV, le Roi de la tolérance » pour la collection « Ils ont fait la France » publiée par l'Express et le Figaro. Plusieurs autres biographies de personnages importants de ces siècles de prédilection suivront : « Le Cardinal de Bernis, ou la belle ambition » en 2000, « Madame de Maintenon ou le prix de la réputation » en 2003, « Mirabeau, l’excès et le retrait » en 2008.
Jean-Paul Desprat consacre une biographie et un roman à deux arrière-petites-filles d'Henri IV et Gabrielle d'Estrées, qui se sont très mal conduites : Les Princesses assassines, pour les Éditions du Seuil.
S’intéressant à sa région d’origine, le Rouergue, dans Les Enfarinés, il décrit une famille restée jusqu’en 1911 dans le schisme, n’ayant pas voulu recevoir le concordat de Napoléon et pratiquant les rites de l’Église d’ancien régime. Ce roman est basé sur une histoire véridique, l’auteur ayant des liens familiaux avec ces membres de la « petite Église ».
On doit aussi à J.-P. Desprat un « Dictionnaire de curiosités » : La France du Grand siècle, publié en 2012 aux éditions Tallandier.
Grand admirateur de Naples, il traduit et annote avec Philippe Godoy un texte qu’Alexandre Dumas avait rédigé en italien, I Borboni di Napoli, et le publie en 2012 sous le titre : Les Deux Révolutions, avec une préface de Claude Schopp.
Passionné par l'histoire de Paris, il a publié aux éditions Mengès, avec la photographe Winnie Denker, un album, Paris fêtes et lumières, traduit en plusieurs langues.
Jean Paul Desprat est membre de plusieurs jurys littéraires (Prix Historia, Grand Prix de l'Histoire de Paris, Prix du Guesclin, Prix Gonzague Saint-Bris, Prix des Empires, Prix de la mairie du 8ème (Paris), Prix du Pays Noir qu'il a fondé et finance pour célébrer la mémoire rurale et ouvrière du bassin de Decazeville) et participe régulièrement à l’émission Le Fil de l’Histoire sur France-Inter. 

## Publications

### Biographies et essais historiques
- Les Bâtards d’Henri IV. L’épopée des Vendômes, 1594-1727, Paris, Éditions Perrin, 1994, 706 p.  (ISBN 2-262-00998-8) - réédition en octobre 2015 (Editions Tallandier, Paris) - poche "Texto", 2018
- Henri IV. Le Roi de la tolérance, Paris, Éditions Garnier, coll. « Ils ont fait la France », 2011, 377 p.  (ISBN 978-2-8105-0414-5)
- Henri IV. Le Règne de la tolérance, avec Jacques Thibau, Paris, Éditions Gallimard, coll. « Découvertes Gallimard / Histoire » (no 415), 2001, 127 p.  (ISBN 2-07-053408-1)
- Madame de Maintenon (1635-1719) ou Le Prix de la réputation, Paris, Éditions Perrin, 2003, 489 p.  (ISBN 2-262-01754-9) et publié en collection poche Tempus en avril 2015
- Le Cardinal de Bernis. La Belle Ambition : 1715-1794, Paris, Éditions Perrin, 2000, 748 p.  (ISBN 2-262-01320-9) - disponible en impression à la demande.
- Mirabeau. L'Excès et le Retrait, Paris, Editions Perrin, 2008, 792 p.  (ISBN 978-2-262-02393-5) - poche "Tempus" 2018
- Henri IV, roi de cœur, Tallandier, 2018, 592 p.
- La France du Grand siècle : 1589-1715, Paris, Éditions Tallandier, coll. « Dictionnaire de curiosités », 2012, 285 p.  (ISBN 978-2-84734-684-8)[1],[2]
- Une histoire des Girondins, Éditions Perrin, 2025, 672 p.  (ISBN 978-2-262-09455-3) (à paraitre)

### Romans

#### La Fougère et les Lys
1. Le Marquis des Éperviers, Paris, Éditions Balland, 1988, 456 p.  (ISBN 2-7158-0701-5) - poche Presse Pocket, 1989 - poche "Points Grands Romans, Seuil" 2008 n° P2801
2. Le Camp des enfants de Dieu, Paris, Éditions Balland, 1989, 405 p.  (ISBN 2-7158-0732-5) - poche Presse Pocket, 1990
3. Le Secret des Bourbons : novembre 1703 - avril 1704, Paris, Éditions Balland, 1991, 504 p.  (ISBN 2-7158-0835-6) - poche Presse Pocket, 1993

#### Les Couleurs du feu
1. Bleu de Sèvres : 1759-1769, Paris, Éditions du Seuil, coll. « Cadre rouge », 2006, 631 p.  (ISBN 2-02-088151-9) - poche "Points Grands Romans, Seuil" n° P1733
2. Jaune de Naples : 1770-1781, Paris, Éditions du Seuil, coll. « Romans français (H.C.) », 2010, 653 p.  (ISBN 978-2-02-097580-3) - poche "Points Grands Romans, Seuil" n° P2654
3. Rouge de Paris : 1789-1794, Paris, Éditions du Seuil, coll. « Romans français (H.C.) », 2013, 624 p.  (ISBN 978-2-02-104428-7) - poche "Points Grands Romans, Seuil" n° P3247

#### Destinées indevinables
1. Trois gouttes de vinaigre dans les saintes huiles ou La vie tumultueuse de Guiscard La Bourlie : 1658-1711, Paris, Éditions Perrin, 1997, 471 p.  (ISBN 2-262-01307-1)
2. Les Princesses assassines, Paris, Éditions du Seuil, coll. « Romans français (H.C.) », 2016, 512 p.  (ISBN 978-2-02-112260-2) - poche "Points Grands Romans, Seuil", n° P4582
3. Le Guerrier philosophe. Mémoires apocryphes du prince Eugène de Savoie, Seuil, 2020.

#### Romans isolés
- Gilles. La Musique aux temps du Roi-Soleil, Paris, Gallimard Jeunesse, 1999, 33 p.  (ISBN 978-2-07-052905-6)
- Au nom de la Pompadour, avec Pierre Lepère, Paris, Éditions Flammarion, 2001, 266 p.  (ISBN 2-08-068143-5)

#### Romans ou documents sur le Rouergue et l’Auvergne
- Les Enfarinés, Rodez, France, Éditions du Rouergue, 2000, 347 p.  (ISBN 2-84156-233-6) - Rouergue en poche / Actes Sud, 2017.
- La Belle Histoire de Gironde. Histoire de ma maison en Rouergue, Autoédité, deux éditions, 1981 et 1994 (épuisées)
- Histoire de Fernande (Fable rouergate) 2021. Texte dicté, distribué localement, (épuisé).

### Beaux livres
- Paris, Fêtes et Lumières.  (Photographies de Winnie Dencker), Jean-Paul Mengès, Paris, 1991, 1998 - ("Paris Ein Fest", Strürtz Verlag, Wurzbürg, 1995 - "Paris", Rizzoli, New-York, 2006.
- Revue FMR (Franco Maria Ricci), n° 18: Conques en Rouergue. n°27: "Je ne suis pas l'odalisque", fable. (Traduit en anglais, allemand, espagnol) Franco Maria Ricci, Milan, Paris

### Travaux littéraires
- Mirabeau - Les amours qui finissent ne sont pas les nôtres - Lettres à Sophie de Monnier - Édition établie et annotée par Jean-Paul Desprat - Paris, Tallandier, 2010, 343 p.
- Les Bourbons de Naples par Alexandre Dumas (1ère partie) (Avec Philippe Godoy). Traduction d’un texte dicté par Dumas en italien, publié sous forme de feuilleton dans le journal l’Independente. Fayard, 2012
- Flegeljarhe (L’Âge ingrat), par Jean‐Paul, (Jean‐Paul Richter) - Reconstitution et retranscription d’une traduction manuscrite depuis l’allemand, (la seule connue à ce jour), datant de 1860 et trouvée dans une maison de famille. (En cours)

### Collaboration à des ouvrages collectifs
- « Le roi amoureux », dans Jean-Christian Petitfils (dir.), Le Siècle de Louis XIV, Paris, Perrin, 2015.
- « Le Mariage secret de Mme de Maintenon », dans Madame de Maintenon, Dans les allées du Pouvoir., Catalogue de l’exposition au Château de Versailles (Commissaires : Alexandre Maral, Mathieu da Vinha), Hazan, 2019.
- Cahiers Alexandre Dumas. Cahier du 150ème anniversaire de sa mort. Article: Dumas historien. Garnier, 2021.
- « Versailles, palais des belles amours royales », dans Jean-Christian Petitfils (dir.), Versailles, secrets et mystères, Le Figaro/ Château de Versailles/Perrin, 2023

## Œuvres radiophoniques
- 26 dramatiques de 27 minutes pour France-Inter. (2009-2018)

(Pour 9 d’entre elles, avec Sarah Thibau-Tavernier, Didier Le Fur, Jean Rulhmann
Émission « Au fil de l’histoire ». Producteur : Patrick Liegibel., Radio France. France Inter. INA.